# Rebecca Yarros
Rebecca Yarros (ur. 14 kwietnia 1981) – amerykańska pisarka, która w 2023 roku zyskała światową sławę dzięki książce Fourth Wing (Czwarte Skrzydło).

## Życie prywatne
Rebecca Yarros jest żoną byłego pilota Sił Powietrznych od ponad 20 lat. Para mieszka w Kolorado w USA z szóstką dzieci. Najmłodsza córka pary została najpierw przyjęta do rodziny zastępczej, a później adoptowana.
Yarros ma zespół Ehlersa-Danlosa, podobnie jak jej synowie.

## Nagrody i wyróżnienia
W 2014 roku książka Każdym skrawkiem duszy (ang. Full Measures) została nominowana do nagrody Goodreads Choice Award dla debiutującego autora Goodreads.
W 2019 roku wydawnictwo Kirkus Reviews umieściło Ostatni list (ang. The Last Letter) na swojej liście najlepszych książek roku.
Książka Fourth Wing. Czwarte Skrzydło była bestsellerem na Amazonie, Libro.fm, The New York Times i USA Today.

## Kontrowersje
W książce „Czwarte skrzydło”, która pomogła Yarros osiągnąć międzynarodowy sukces, autorka użyła kilku słów gaelickich, szczególnie w imionach swoich bohaterów. Sama Yarros nie mówi po gaelicku i w wywiadach i mediach społecznościowych zwrócono jej uwagę za błędną wymowę używanych terminów.
Rebeccę Yarros krytykowano także w 2023 r. za niektóre wypowiedzi związane z konfliktem izraelsko-palestyńskim.

## Publikacje

### Osobne książki
- Great And Precious Things, Entangled: Amara 2020, (ISBN 1-64063-816-4)
- Ostatni list, Filia 2023, (ISBN 978-83-8280-874-2)
- Rzeczy, których nie dokończyliśmy, Filia 2023, (ISBN 978-83-8280-611-3)
- Gdyby jednak, Filia 2024, (ISBN 978-83-8357-244-4)

### In Luv Duet
- Girl in Luv, napisane wspólnie z Jay Crownover, Kindle Edition 2019
- Boy in Luv, napisane wspólnie z Jay Crownover, Kindle Edition 2019

### Empireum
- Fourth Wing. Czwarte Skrzydło, Filia 2023,  (ISBN 978-83-8280-941-1)[13]
- Iron Flame. Żelazny Płomień, Filia 2024, (ISBN 978-83-8357-305-2)
- Onyx Storm, 2025, (ISBN 978-1-64937-715-9)

### Odważmy się kochać
- Każdym skrawkiem duszy, Must Read 2016
- Ku niebu, Amber 2016, (ISBN 978-83-241-5751-8)
- Ponad marzenia, Amber 2016, (ISBN 978-83-241-5820-1)
- Wbrew pożegnaniom, Amber 2016, (ISBN 978-83-241-5879-9)
- The Reality Of Everything, Kindle Edition 2020

### Renegaci
- Wilder, Feeria Stories 2023, (ISBN 978-83-67604-80-2)
- Nova, Feeria Stories 2024, (ISBN 978-83-67931-20-5)
- Rebel, Feeria Stories czerwiec 2024[14]